# 공안질서수호국
공안질서수호국(公安秩序守護局, 러시아어: Отделение по Охранению Общественной Безопасности и Порядка 오트델레니예 포 오흐라네니유 옵셰스트벤노이 베조파스노스티 이 포럇카[*])은 19세기 말 러시아 제국 내무성 산하의 비밀경찰기관이다. 대개 수호국(守護局, 러시아어: Охранное отделение 오흐란노예 오트델레니예[*])이라고 줄여 불렀다. 오늘날은 오흐라나(러시아어: Охрана [ɐˈxranə][*])라고 통칭된다.
1881년 좌익 혁명분자들의 정치테러를 단속하기 위해 창설되었다. 러시아 국내외에 많은 지국을 두고 러시아 혁명분자들의 활동을 감시했다. 오흐라나는 혁명세력 내부에 프락치를 심는 공작이 장기였다. 야코프 지토미르스키, 예브노 아제프, 로만 말리놉스키, 드미트리 보그로프 등이 대표적인 이중간첩들이었다.
오흐라나는 노동운동을 통제하기 위해 어용노조를 설립하는 공작을 벌였는데, 이를 당시 국장 세르게이 주바토프의 이름을 따 "주바톱시치나(zubatovshchina)"라고 한다. 1905년 게오르기 가폰, 핀하스 루텐베르크가 노동자들을 달래고자 차르에게 자비를 호소하는 시위를 주도했던 것도 그 연장선상에 있었다. 하지만 군이 시위를 유혈진압하면서 실패로 돌아갔는데 이것을 피의 일요일 사건이라고 한다.
그 외에도 시온 장로 의정서를 만들고(독일의 콘라트 하이든, 러시아의 미하일 레페크히네 등 많은 역사학자들이 오흐라나 소속 공작원이었던 마트베이 골로빈스키가 시온 장로 의정서 초안을 작성했다고 생각한다.) 베일리스 살인사건을 조작하는 등 반유대주의 공작도 일삼았다. 

## 같이 보기
- 체카
- 국가정치총국
- 내무인민위원부
- 국가보안위원회
- 러시아 대외정보국